# Pàpies d'Afrodísia
Pàpies d'Afrodísia (en llatí Papias, en grec antic Πάπιας) fou un escultor xipriota que juntament amb Arístees d'Afrodísia va fer dues estàtues de centaures en marbre gris, trobades a la Vil·la Adriana a Tívoli el 1746.
L'estil de les estàtues és bo, i es creu que van ser fetes en temps d'Hadrià. Alguns experts les consideren de fet còpies dels originals, ja que s'han descobert altres estàtues de centaures molt semblants i amb un estil millor.